# 倉増新八郎
倉増 新八郎（くらます しんぱちろう、1906年11月20日 - 1985年9月22日）は、日本の実業家・政治家だった人物。北海道岩見沢市出身

## 経歴
岩見沢尋常高等小学校（現・岩見沢市立岩見沢小学校）卒業。合資会社を起業して社長業を営む。1942年岩見沢町議会議員に初当選。1943年岩見沢市に移行したのに伴い岩見沢市議会議員。以後、岩見沢市消防団長、岩見沢市議会議長や1973年北海道消防協会５代会長（～1982年）、1974年空知管内体育協会連絡協議会初代会長などを経て、1963年まで5期務めた。1963年北海道議会議員選挙に岩見沢市選出の無所属として初当選。その後、自由民主党に所属して1967年北海道議会議員選挙・1971年北海道議会議員選挙と当選を重ね、北海道議会建設常任委員長、同議会運営委員会委員長を経て、1975年で勇退した。1975年学校法人駒澤大学岩見沢学園副理事長（～1976年）。1976年同理事（～1980年）。1978年に空知信用金庫理事長に就任（～1985年）。同理事長在任中に逝去。

## 授章歴
- 岩見沢市政功労表彰（1963年）[5]
- 藍綬褒章（1973年）[1]
- 紺綬褒章（1973年）[1]
- 北海道スポーツ賞（1981年）[1]
- 勲三等瑞宝章（1981年）[1]